# دائرة مشلين
دائرة مِشِلين أو (نقحرة: ميشيلين) هي دائرة إدارية في بلجيكا، تتبع أنتفيرب.

## التقسيمات الإدارية
- Berlaar [الإنجليزية]‏
- بونهيدان [الإنجليزية]‏
- Bornem [الإنجليزية]‏
- دفيل
- Heist-op-den-Berg [الإنجليزية]‏
- Lier, Belgium [الإنجليزية]‏
- مِشِلين
- نيجلن
- Putte [الإنجليزية]‏
- بورس
- Sint-Amands [الإنجليزية]‏
- Sint-Katelijne-Waver [الإنجليزية]‏
- فيلبروك [الإنجليزية]‏.